# José Ceppetelli
Giuseppe Ceppetelli (Roma, Estados Pontificios, 15 de marzo de 1846 † Roma, Reino de Italia, 12 de marzo de 1917) fue un sacerdote católico italiano, Patriarca latino de Constantinopla entre los años 1903 y  1917.

## Biografía
Fue ordenado sacerdote el 16 de abril de  1870.
El 27 de marzo de  1882  fue nombrado obispo de Ripatransone en la provincia de Ascoli Piceno, región de las Marcas, consagrado el 2 de abril de este mismo año.
El 23 de junio de  1890	fue nombrado Obispo Auxiliar de Roma, otorgándole la sede de Tiberiades,  antigua Scitopoli, en Palestina.
El 21 de julio de  1899,  Arzobispo de  Myra en la antigua provincia de Licia.
El 22 de junio de  1903,  Patriarca latino de Constantinopla.
El 10 de agosto de 1904 ordenó a Angelo Giuseppe Roncalli, de 22 años de edad,  futuro papa Juan XXIII.
El  14 de mayo de 1916 ordenó  al futuro cardenal  Francis Joseph Spellman.